# Sermano
Sermano település Franciaországban, Haute-Corse megyében. Lakosainak száma 76 fő (2022. január 1.). Sermano Rusio, Alando, Bustanico, Carticasi, Castellare-di-Mercurio és Favalello községekkel határos.

## Népesség
A település népessége az elmúlt években az alábbi módon változott:
| Lakosok száma | 90   | 76   | 63   | 82   | 62   | 59   | 63   | 71   | 73   | 76   |
|               | 1968 | 1982 | 1990 | 2006 | 2013 | 2015 | 2017 | 2019 | 2020 | 2022 |